# Obernai
Obernai (Oberehnheim-Owernah in dialetto alsaziano, Oberhneim in tedesco) è un comune francese di 12 303 abitanti (al 1º gennaio 2022) situato nel dipartimento del Basso Reno nella regione del Grand Est.

## Storia

### Simboli
Lo stemma, documentato dal XV secolo, è presente nell'Armorial Général de France del 1696.

## Edifici e architettura
- Municipio di Obernai

## Società

### Evoluzione demografica
Abitanti censiti